# Onofre de Copons i de Vilafranca
Onofre de Copons i de Vilafranca (? - 1552) fou canonge de Tarragona i procurador de Pere de Cardona, arquebisbe de Tarragona. Va ser el 60è President de la Generalitat de Catalunya (1551-1552), elegit el 22 de juliol de 1551, no va acabar el trienni a causa de la seva mort.

## Biografia
Era fill de Berenguer de Copons i de Bisbal, senyor de Copons i de Llor i de Lluïsa de Vilafranca i de Calders.
Va morir prematurament el 9 de febrer de 1552. Es va fer una nova extracció que recaigué en Joan de Pinós, canonge d'Urgell, si bé aquest no va acceptar el càrrec i calgué una nova extracció, nomenant aquest cop a Miquel de Ferrer i de Marimon.